# 夜寒町
夜寒町（よさむちょう）は、愛知県名古屋市熱田区の地名。丁番を持たない単独町名である。住居表示実施。

## 地理
名古屋市熱田区中央部に位置する。東は横田一丁目・中田町、西は五本松町、南は玉の井町、北は高蔵町に接する。

## 歴史

### 町名の由来
熱田東町の字に由来する。当地は「夜寒の里」として古くから知られる歌枕である。

### 沿革
- 1939年（昭和14年）4月1日 - 熱田区熱田東町の一部により、同区夜寒町として成立[1]。
- 1980年（昭和55年）7月13日 - 熱田東町・五本松町・高蔵町・玉ノ井町・旗屋町・横田町の各一部を編入し、一部が玉の井町・五本松町・高蔵町・横田一丁目に編入される[1]。

## 世帯数と人口
2018年（平成30年）12月1日現在の世帯数と人口は以下の通りである。
| 町丁   | 世帯数  | 人口  |
| ------ | ------- | ----- |
| 夜寒町 | 274世帯 | 557人 |

### 人口の変遷
国勢調査による人口の推移
| 1995年（平成7年）  | 697人 | [ WEB 6 ]  |  |
| 2000年（平成12年） | 646人 | [ WEB 7 ]  |  |
| 2005年（平成17年） | 649人 | [ WEB 8 ]  |  |
| 2010年（平成22年） | 594人 | [ WEB 9 ]  |  |
| 2015年（平成27年） | 571人 | [ WEB 10 ] |  |

## 学区
市立小・中学校に通う場合、学校等は以下の通りとなる。また、公立高等学校に通う場合の学区は以下の通りとなる。
| 番・番地等 | 小学校               | 中学校               | 高等学校 |
| ---------- | -------------------- | -------------------- | -------- |
| 全域       | 名古屋市立旗屋小学校 | 名古屋市立沢上中学校 | 尾張学区 |

## 施設
- 名古屋市立旗屋小学校[2]
- 旗屋幼稚園[2]

1950年（昭和25年）、旗屋小学校に併設される形で開園し、1998年（平成10年）に閉園した。

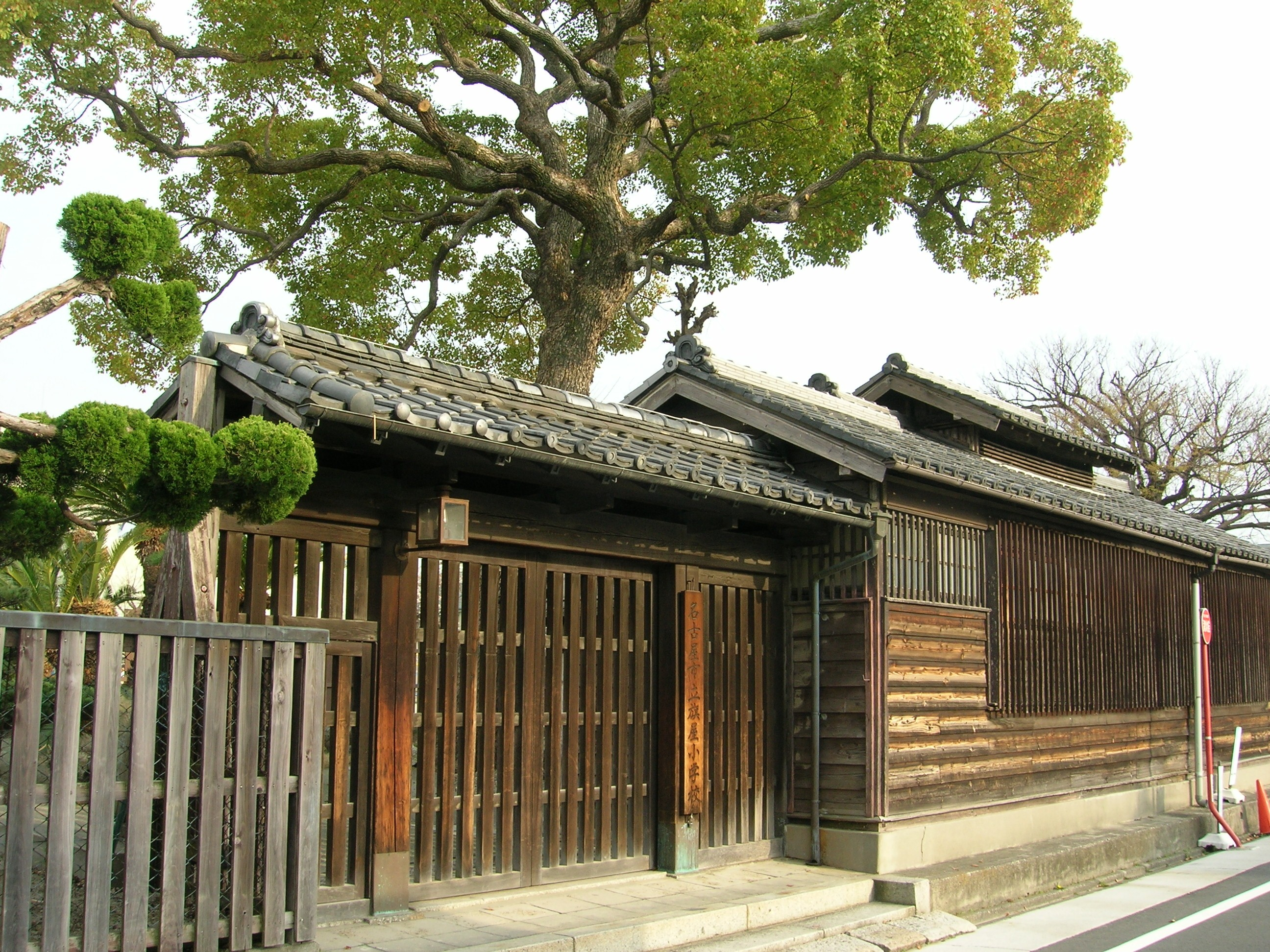
賀城園
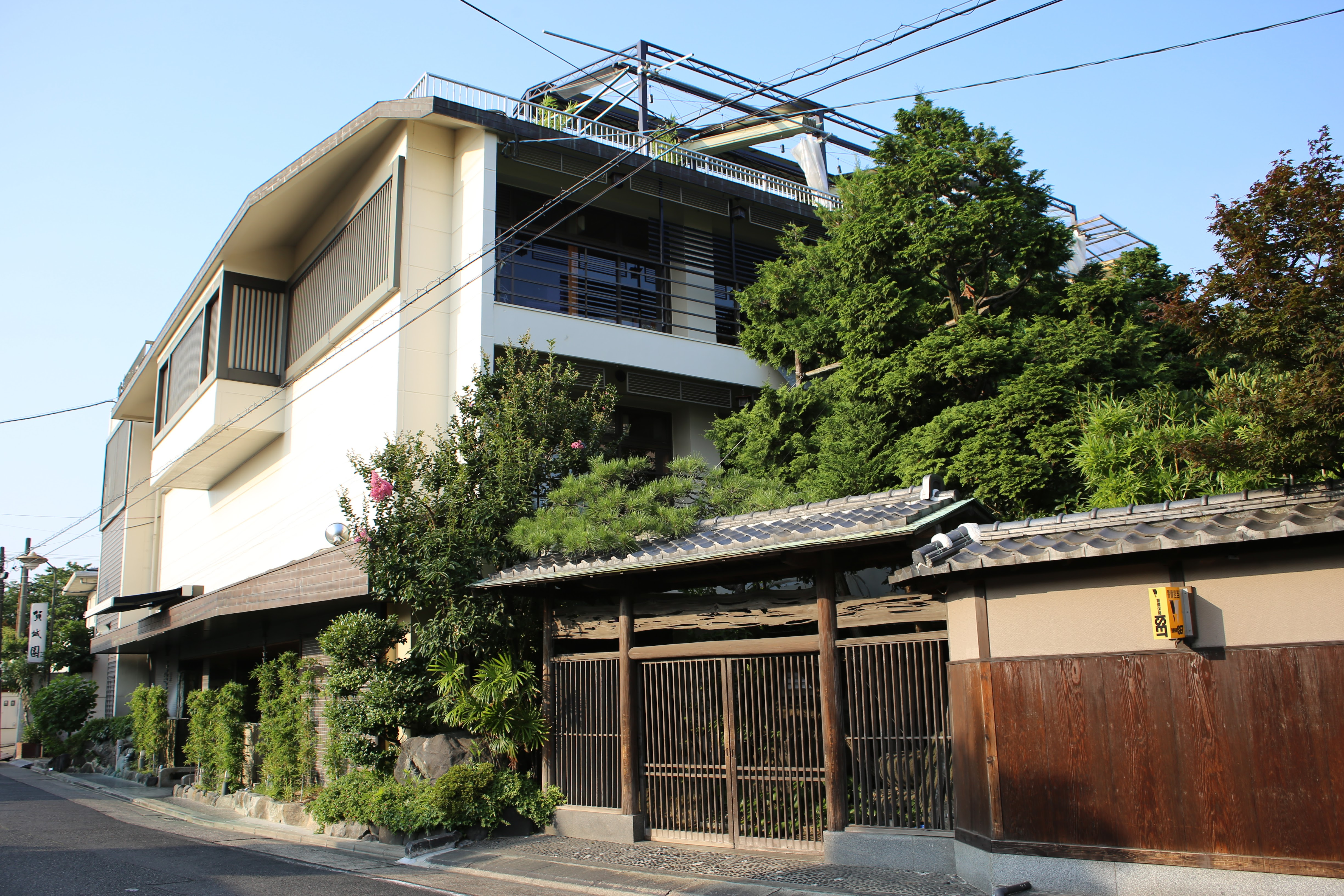
夜寒どんぐり広場

- 名古屋市立旗屋小学校
- 賀城園

## その他

### 日本郵便
- 郵便番号 : 456-0021[WEB 3]（集配局：熱田郵便局[WEB 14]）。

### WEB
1. ↑  “愛知県名古屋市熱田区の町丁・字一覧”.   人口統計ラボ. 2017年7月23日閲覧。
2. 1 2  “町・丁目(大字)別、年齢(10歳階級)別公簿人口(全市・区別)”.   名古屋市 (2018年12月20日). 2019年1月6日閲覧。
3. 1 2  “郵便番号”.  日本郵便. 2019年1月6日閲覧。
4. ↑  “市外局番の一覧”.   総務省. 2019年1月6日閲覧。
5. ↑  名古屋市役所市民経済局地域振興部住民課町名表示係 (2015年10月21日). “熱田区の町名一覧”.   名古屋市. 2017年7月23日閲覧。
6. ↑  総務省統計局 (2014年3月28日). “平成7年国勢調査の調査結果(e-Stat) - 男女別人口及び世帯数 －町丁・字等” (CSV). 2019年4月27日閲覧。
7. ↑  総務省統計局 (2014年5月30日). “平成12年国勢調査の調査結果(e-Stat) - 男女別人口及び世帯数 －町丁・字等” (CSV). 2019年4月27日閲覧。
8. ↑  総務省統計局 (2014年6月27日). “平成17年国勢調査の調査結果(e-Stat) - 男女別人口及び世帯数 －町丁・字等” (CSV). 2019年4月27日閲覧。
9. ↑  総務省統計局 (2012年1月20日). “平成22年国勢調査の調査結果(e-Stat) - 男女別人口及び世帯数 －町丁・字等” (CSV). 2019年4月27日閲覧。
10. ↑  総務省統計局 (2017年1月27日). “平成27年国勢調査の調査結果(e-Stat) - 男女別人口及び世帯数 －町丁・字等” (CSV). 2019年4月27日閲覧。
11. ↑  “市立小・中学校の通学区域一覧”.   名古屋市 (2018年11月10日). 2019年1月14日閲覧。
12. ↑  “平成29年度以降の愛知県公立高等学校（全日制課程）入学者選抜における通学区域並びに群及びグループ分け案について”.   愛知県教育委員会 (2015年2月16日). 2019年1月14日閲覧。
13. ↑  “学校の沿革”.   名古屋市立旗屋小学校. 2017年8月3日閲覧。
14. ↑  郵便番号簿 平成29年度版 - 日本郵便. 2019年01月06日閲覧 (PDF)

### 書籍
1. 1 2 3  名古屋市計画局 1992, p. 810.
2. 1 2 3 4  「角川日本地名大辞典」編纂委員会 1989, p. 1446.
3. 1 2  名古屋市計画局 1992, p. 438.